# NGC 6285
NGC 6285 este o galaxie spirală situată în constelația Dragonul. A fost descoperită în 1886 de către Lewis A. Swift. Se află la o distanță de 82,3 de megaparseci de Pământ.